# Campionati del mondo di atletica leggera 2022 - Decathlon
La gara del decathlon maschile dei campionati del mondo di atletica leggera 2022 si è svolta tra il 23 e il 24 luglio all'Hayward Field di Eugene, negli Stati Uniti d'America.

## Podio
| Pos.    | Atleta         | Nazionalità | Misura  |
| ------- | -------------- | ----------- | ------- |
| Oro     | Kevin Mayer    | Francia     | 8816 p. |
| Argento | Pierce LePage  | Canada      | 8701 p. |
| Bronzo  | Zachery Ziemek | Stati Uniti | 8676 p. |

## Situazione pre-gara

### Record
Prima di questa competizione, il record del mondo (RM) e il record dei campionati (RC) erano i seguenti.
| Record                | Prestazione | Atleta                   | Data                               | Competizione  |
| --------------------- | ----------- | ------------------------ | ---------------------------------- | ------------- |
| Record mondiale       | 9126 p.     | Kevin Mayer Francia      | 16 settembre 2018 Talence, Francia |               |
| Record dei campionati | 9045 p.     | Ashton Eaton Stati Uniti | 29 agosto 2015 Pechino, Cina       | Mondiali 2015 |

### Campioni in carica
I campioni in carica, a livello mondiale e olimpico, erano:
| Campione | Atleta               | Prestazione | Data                          | Competizione         |
| -------- | -------------------- | ----------- | ----------------------------- | -------------------- |
| Olimpico | Damian Warner Canada | 9018 p.     | 5 agosto 2021 Tokyo, Giappone | Giochi olimpici 2021 |
| Mondiale | Niklas Kaul Germania | 8691 p.     | 4 ottobre 2019 Doha, Qatar    | Mondiali 2019        |

### La stagione
Prima di questa gara, gli atleti con le migliori tre prestazioni dell'anno erano:
| Pos. | Atleta                        | Prestazione | Data                                    |
| ---- | ----------------------------- | ----------- | --------------------------------------- |
| 1    | Garrett Scantling Stati Uniti | 8867 p.     | 7 maggio 2022 Fayetteville, Stati Uniti |
| 2    | Damian Warner Canada          | 8797 p.     | 29 maggio 2022 Götzis, Austria          |
| 3    | Kyle Garland Stati Uniti      | 8720 p.     | 7 maggio 2022 Fayetteville, Stati Uniti |

## Risultati
Il punteggio più alto registrato in ogni prova è evidenziato in giallo
| Pos.    | Atleta              | Nazionalità | 100m  | LJ   | SP    | HJ   | 400m  | 110mh | DT    | PV   | JT    | 1500m   | Punti totali | Note                                     |
| ------- | ------------------- | ----------- | ----- | ---- | ----- | ---- | ----- | ----- | ----- | ---- | ----- | ------- | ------------ | ---------------------------------------- |
| Oro     | Kevin Mayer         | Francia     | 10"62 | 7,54 | 14,98 | 2,05 | 49"40 | 13,92 | 49,44 | 5,40 | 70,31 | 4'41"44 | 8816         | Miglior prestazione personale stagionale |
| Argento | Pierce LePage       | Canada      | 10"39 | 7,54 | 14,83 | 1,99 | 46"84 | 13,78 | 53,26 | 5,00 | 57,52 | 4'42"77 | 8701         | Miglior prestazione personale            |
| Bronzo  | Zachery Ziemek      | Stati Uniti | 10"57 | 7,70 | 15,37 | 2,08 | 49"56 | 14,47 | 48,40 | 5,40 | 62,18 | 4'44"97 | 8676         | Miglior prestazione personale            |
| 4       | Ayden Owens-Delerme | Porto Rico  | 10"52 | 7,64 | 14,97 | 2,02 | 45"07 | 13,88 | 42,36 | 4,50 | 50,98 | 4'13"02 | 8532         | Record nazionale                         |
| 5       | Lindon Victor       | Grenada     | 10"78 | 7,26 | 16,29 | 2,02 | 49"27 | 14,76 | 53,92 | 4,80 | 66,20 | 4'47"22 | 8474         | Miglior prestazione personale stagionale |
| 6       | Niklas Kaul         | Germania    | 11"22 | 7,09 | 14,52 | 2,05 | 48"39 | 14,27 | 44,62 | 4,80 | 69,74 | 4'13"81 | 8434         | Miglior prestazione personale stagionale |
| 7       | Maicel Uibo         | Estonia     | 11"14 | 7,32 | 15,17 | 2,11 | 50"38 | 14,49 | 46,52 | 5,30 | 63,54 | 4'37"58 | 8425         | Miglior prestazione personale stagionale |
| 8       | Cedric Dubler       | Australia   | 10"93 | 7,56 | 12,87 | 2,08 | 47"71 | 14,28 | 42,88 | 5,10 | 54,76 | 4'37"26 | 8246         | Miglior prestazione personale stagionale |
| 9       | Johannes Erm        | Estonia     | 10"94 | 7,37 | 15,01 | 1,93 | 47"02 | 14,38 | 44,18 | 4,70 | 56,87 | 4'25"08 | 8227         |                                          |
| 10      | Leo Neugebauer      | Germania    | 11"07 | 7,46 | 15,83 | 1,99 | 48"34 | 14,86 | 51,88 | 4,80 | 52,80 | 4'48"41 | 8182         |                                          |
| 11      | Kyle Garland        | Stati Uniti | 10"69 | 7,41 | 15,24 | 2,14 | 49"64 | 14,18 | 45,44 | 4,60 | 53,23 | 4'58"94 | 8133         |                                          |
| 12      | Kai Kazmirek        | Germania    | 11"19 | 7,49 | 14,29 | 2,02 | 49"33 | 14,43 | 40,96 | 5,00 | 62,52 | 4'43"51 | 8113         | Miglior prestazione personale stagionale |
| 13      | Jiří Sýkora         | Rep. Ceca   | 11"11 | 7,14 | 14,89 | 1,93 | 49"29 | 14,14 | 54,39 | 4,60 | 61,49 | 4'55"90 | 8107         | Miglior prestazione personale stagionale |
| 14      | Daniel Golubovic    | Australia   | 10"99 | 6,96 | 15,00 | 1,96 | 49"44 | 13,92 | 46,37 | 4,60 | 56,75 | 4'29"67 | 8071         | Miglior prestazione personale stagionale |
| 15      | Sander Skotheim     | Norvegia    | 10"88 | 7,55 | 13,69 | 2,17 | 49"80 | 15,05 | 42,89 | 4,70 | 55,47 | 4'40"84 | 8062         |                                          |
| 16      | Steve Bastien       | Stati Uniti | 10"93 | 7,41 | 13,36 | 2,02 | 47"95 | 14,75 | 40,66 | 4,70 | 55,80 | 4'40"92 | 7939         |                                          |
| 17      | Ken Mullings        | Bahamas     | 10"83 | 6,96 | 13,83 | 2,05 | 49"25 | 14,02 | 42,70 | 4,50 | 56,92 | 4'52"85 | 7866         | Record nazionale                         |
| 18      | Tim Nowak           | Germania    | 11"43 | 7,13 | 14,44 | 2,05 | 50"94 | 14,91 | 42,13 | nm   | 56,52 | 4'26"87 | 7008         |                                          |
|         | Ashley Moloney      | Australia   | 10"49 | 7,46 | 14,28 | 1,96 | 46"88 | 14,46 | 42,45 | dns  | –     | –       | dnf          |                                          |
|         | Janek Õiglane       | Estonia     | 11"12 | 7,26 | 14,83 | 2,05 | 49"16 | 14,69 | 30,49 | dns  | –     | –       | dnf          |                                          |
|         | Damian Warner       | Canada      | 10"27 | 7,87 | 14,99 | 2,05 | dnf   | –     | –     | –    | –     | –       | dnf          |                                          |
|         | Marcus Nilsson      | Svezia      | 11"46 | 5,90 | dns   | –    | –     | –     | –     | –    | –     | –       | dnf          |                                          |
|         | Andy Preciado       | Ecuador     | dnf   | –    | –     | –    | –     | –     | –     | –    | –     | –       | dnf          |                                          |